# 7694 Krasetín
7694 Krasetín eller 1983 SF är en asteroid i huvudbältet som upptäcktes den 29 september 1983 av den tjeckiske astronomen Antonín Mrkos vid Kleť-observatoriet i Tjeckien. Den är uppkallad efter den tjeckiska byn Krasetín.
Asteroiden har en diameter på ungefär 12 kilometer och den tillhör asteroidgruppen Eos.